# L'Hermitière
L'Hermitière är en kommun i departementet Orne i regionen Normandie i nordvästra Frankrike. Kommunen ligger i kantonen Le Theil som tillhör arrondissementet Mortagne-au-Perche. År 2018 hade L'Hermitière 208 invånare.

## Befolkningsutveckling
Antalet invånare i kommunen L'Hermitière
| Referens: INSEE |